# Was hält Paare zusammen?
In dem Sachbuch Was hält Paare zusammen? Der Prozeß des Zusammenlebens in psycho-ökologischer Sicht untersucht Jürg Willi die Fortsetzung von Ehen bzw. Partnerschaften über den Zeitpunkt hinaus, an dem Partner aufhören, ihre länger dauernden Beziehungen als rundum „glücklich“ zu beschreiben. Den Wert der Fortsetzung auch einer solchen „post-glücklichen“ Beziehung sieht er in der durch den gemeinsamen Lebensrahmen vermittelten Geborgenheit und der hierdurch möglichen Ko-Evolution der Partner. Das Verständnis von langdauernden Beziehungen setze einen „ökologischen Ansatz“ voraus.
Die Ausführungen verzichten nahezu vollständig auf eine spezielle therapeutische Terminologie und werden durch eine umfangreiche Literaturliste sowie ein Personen- und Sachverzeichnis abgerundet.
Die Erstausgabe von Was hält Paare zusammen? erschien 1991 im Rowohlt Verlag. Das Buch wurde mehrfach neu aufgelegt und in drei Sprachen übersetzt.

## Anfangsglück und Enttäuschung aller Liebe
Willi geht von einer lebenslangen tiefen Sehnsucht nach Aufgehobensein und Geborgenheit jedes Individuums in einer Lebensgemeinschaft aus. Diese „Ursehnsucht“ nach Behausung und nicht die permanente Suche nach individuellem Glück bzw. einer hedonistischen, „nur sich selbst dienenden Liebesbeziehung“ ist für ihn das organisierende Kraftzentrum aller Versuche des Aufbaus einer dauernden Lebensgemeinschaft. Seinen Ansatz beschreibt er daher als „psycho-ökologische Sicht“, die das Lebensglück des Einzelnen in seinen umgebenden Strukturen, in der Vielfalt, Tiefe und Stabilität der Beziehungen fundiert. „Der psycho-ökologische Ansatz erweitert die systemische Perspektive um die materiell-physikalische Welt, welche eine Person und ihre Familie sich schaffen und zu der sie in Wechselbeziehung stehen.“
Die Ursehnsucht als conditio humana stelle im Verliebtsein die beflügelnden Energien bereit, sich auf die „Utopie“ eines gemeinsamen Lebens einzulassen. In der verliebten Annäherung der Partner entwickle sich eine „Metamorphose der Persönlichkeiten“, eine Änderung der individuellen Konstruktsysteme, der Muster des Fühlens, Wahrnehmens und Denkens, voller Hoffnung in die bisher unentfalteten eigenen Möglichkeiten und in die des Partners.
„Die Liebe verliert vieles von ihrem Zauber, wenn sie real wird.“ Es stellen sich realistischere Gedanken und zwangsläufig auch Enttäuschungen ein, wenn die Perspektiven der Beziehung sich erweitern und eine Fortsetzung in der Zukunft vorgestellt wird: Den Partnern werde bewusst, dass die im Verliebtsein greifbar erscheinenden Entwicklungsmöglichkeiten an ihre Grenzen stoßen und die Partner „einander ein Geheimnis bleiben“.  Willi konstatiert eine notwendige Enttäuschung aller Liebe, ein Sich-fremd-Bleiben in der Symbiose, eine Unansprechbarkeit des Partners für eigene Sehnsüchte und eine schmerzhafte Einsamkeit: „Auch über glücklichen Partnerschaften lastet diesbezüglich eine gewisse Tragik.“
Die Liebe zum Partner und das Leiden an seinen und den eigenen Grenzen sind für Willi zwei notwendige Bestandteile jedes Reifungsprozesses. Daher stellt er „Glück“ als den entscheidenden Maßstab des Zusammenlebens in Frage.  Die wertvolle Leistung einer Partnerschaft sei der Aufbau einer umfassenden inneren (Gewohnheiten und Rituale, gemeinsame Werte und Auffassungen) und einer äußeren Welt (Einrichtung einer Wohnung, Abstimmung der Anschaffungen, Organisation gemeinsamer Erlebnisse und Erinnerungen) sowie eines sozialen Netzwerks, wodurch die Partner sich miteinander geborgen fühlen könnten.
In einer Langzeitbeziehung wandle sich der Charakter einer Liebe. Oft werde mit ihr und der Altersehe nur Alltagstrott, Gewohnheit und Bequemlichkeit assoziiert und diese Beziehung damit abgewertet. Diese Momente der Normalität in der Paarbeziehung seien dagegen wichtige Rahmenbedingungen, in denen die Partner autonom und doch auf einander bezogen leben würden. Das sich ändernde Gewicht der Sexualität, die Ablösung der Kinder und die Pensionierung eröffneten allerdings kritische Freiräume, die sinnvoll gefüllt werden müssten. „Die innere Ausrichtung liegt nun weniger auf der Partnerbeziehung als auf den Eigeninteressen.“
Zwar befürwortet er Scheidungen als rationale Lösung einer schlechten Ehe, aber er zeigt anhand von kommentierten Beispielen, wie Paare in einer Lebensgemeinschaft sich eine bedeutsame innere und äußere Welt aufbauen, deren Konflikt und oft auch Zerbrechen für beide Partner, für ihre Kinder und für ihr soziales Netzwerk ein gravierender Einschnitt sei. Ein Schwerpunkt ist für ihn hier die Überlagerung biologischer, formaler und gelebter Verwandtschaftsstrukturen.

## Ko-Evolution verändert die Identität
Stabile und längere Partnerbeziehungen werden nach Willi überhaupt nur eingegangen, weil in einer Lebensgemeinschaft die „Ursehnsucht“, die psychische, soziale und materielle Behausung der Partner, besser gestillt und ihre persönliche Entfaltung besser gelingen kann. Diesen Prozess einer komplexen gegenseitigen Formung der Persönlichkeiten bezeichnet Willi als „Ko-Evolution“. In dieser Gemeinschaft beeinflussen sich die Partner wechselseitig, indem sie sich beantworten und strukturieren, in der Entfaltung unterstützen und auch begrenzen.
Eine Verständigung der Partner setze eine gewisse Kompatibilität der wichtigsten psychischen Konstrukte voraus. Diese Bilder der Welt, die Überzeugungen und Meinungen, die Muster und Schablonen müssen nicht identisch, aber so weit ähnlich sein, dass sich die Partner in die Welt des anderen einfühlen könnten; erfolgreiche Ehen basierten auf dieser größeren Übereinstimmung der übergeordneten Konstrukte. Diese innere Welt entstehe im Erzählen, im permanenten Austausch über die Sicht der Welt, durch Kaskaden der Kommunikation, wodurch Selbstdefinition und Orientierung vermittelt werde. Die Hauptbeteiligten seien zwar die Partner, aber auch die Freunde und das soziale Umfeld hätten ihren Anteil.
Im Gegensatz zur Dauer durch Ähnlichkeit sei für den Anfang einer Beziehung eher die lockende Fremdartigkeit der Konstrukte wichtig, bei der ein langes Warten auf einen Partner treffe, der die Hoffnung auf die Entwicklung bisher unentfalteter Seiten beantworte. Daher: „Auch wer in einer glücklichen Partnerschaft steht, verliebt sich ab und zu in andere Personen.“
Die Hoffnung auf Entfaltung eigener Ressourcen impliziere, dass Liebe nie selbstlos sei – je schlechter eine Beziehung, desto kurzfristiger werde ein Ausgleich für eigene emotionale Investitionen gefordert, je zufriedenstellender, desto weniger spiele diese Buchführung eine Rolle. Die sich in der Ko-Evolution meist ergebende instrumentelle und emotionale Aufgabenteilung könne den Einzelnen entlasten. Aber der Balance von Geben und Nehmen, von Gerechtigkeit und Gleichwertigkeit könnten sich die Partner letztlich nicht dauerhaft ohne Schaden für ihre Partnerschaft entziehen.
Die Richtung und die Bandbreite der gemeinsamen Evolution würden in einem permanenten Prozess des Aushandelns der Partner bestimmt, deren Persönlichkeiten sich hierdurch „tastend“ bzw. „driftend“ verändern. In jeder Phase einer Lebensgemeinschaft gebe es typische Themen, die die Kräfte der Partner zeitweilig binden und auch wieder freigeben. Dabei könnten sie sich durch Teilhabe an unterschiedlichen sozialen Welten (Herkunftsfamilien, unterschiedliche Berufe, gesellschaftliche Bewegungen, Vereine …) auch voneinander entfernen. Zur Trennung werde es kommen, wenn sich einer der Partner in einer ganzheitlichen Betrachtung der Beziehung nicht mehr mit dem anderen identifizieren könne. „Zueinander Passen ist kein Zustand, sondern ein laufender Prozess.“

## Rezeption
Jürg Willi war einer der ersten deutschsprachigen empirischen Forscher mit dem Schwerpunkt der Paarbeziehungen. Die Auseinandersetzung mit seinen Veröffentlichungen fand daher schon bald sowohl in der Fachliteratur als auch in der Öffentlichkeit statt. Dabei ging es den Rezensenten bzw. Kontrahenten sowohl um Rezepte für eine gelingende Liebe wie auch um die Auseinandersetzung mit Willis anthropologischen bzw. philosophischen Prämissen.
Bernd Kuck kritisiert in seiner Buchbesprechung Willis „ökologischen Ansatz“ und seine „Ko-Evolution“ en passant als „eher alter Wein in neuen Schläuchen“.
Janine Jonelat kritisiert in ihrem Essay bei aller Zustimmung die starke Fokussierung Willis auf Ehegemeinschaften statt auf andere Formen des Zusammenlebens sowie die Vernachlässigung der sich aus Umfragen ergebenden wachsenden sexuellen Unzufriedenheit in langen Beziehungen und ihre Auswirkungen.
Heike Stüvel gibt in der Welt eine Übersicht über aktuelle Glücksrezepte, die in der Mehrzahl Willis Ergebnisse bestätigen. Sie nennt ein „gutes Kosten-Nutzen-Verhältnis“ (bei Willi „Gerechtigkeitsbalance“) oder das „Gefühl der Sicherheit in der Partnerschaft“ (bei Willi „Geborgenheit“) oder eine – auch durch regelrechte Vertragsverhandlungen oder geplante Herausforderungen – geförderte Kommunikation der Partner (bei Willi der nie endende Austausch der Partner). Allerdings orientiert sie sich im Gegensatz zu Willi an den Idealen von individuellem „Glück“ und „romantischer Liebe“.
Herbert Cserf bestätigt in seiner Übersicht neuerer empirischer Studien tendenziell Willis Thesen und Ergebnisse von vor 30 Jahren, auch wenn die neueren Fragestellungen von denen Willis abweichen und deren Ergebnisse daher nicht immer deckungsgleich sind.
Claudia Schmalz und Michael Unger bestätigen Willis Ansatz als Orientierung für die therapeutische Praxis.
Guido Kalberer betont im Tagesanzeiger in seinem Nachruf auf Jürg Willi die Verständlichkeit seiner Werke und seine pragmatische, unorthodoxe Kombination von Kommunikationstheorie, Verhaltenstherapie und Psychoanalyse. „Seine Bücher werden auch im Zeitalter von Tinder Wegweiser in einem unübersichtlichen Gelände bleiben.“

## Ausgaben (Auswahl)
- Was hält Paare zusammen? Der Prozeß des Zusammenlebens in psycho-ökologischer Sicht. Unter Mitwirkung von Linde Brassel-Ammann et al., Rowohlt, Reinbek 1991, ISBN 3-498-07324-9.
- Was hält Paare zusammen? Der Prozeß des Zusammenlebens in psycho-ökologischer Sicht. 12. Auflage, Rowohlt Taschenbuch Verlag, Reinbek 2013, ISBN 978-3-499-60508-6.
- Che cosa tiene insieme le coppie. Ins Italienische übersetzt von Paolo Massardo und Palma Severi. Mondadori, Mailand 1992, ISBN 88-04-36275-8.
- Hvad holder par sammen? Samlivsprocessen i psyko-økologisk perspektiv. Ins Dänische übersetzt von Hans Chr. Fink. Reitzel, Kopenhagen 1993, ISBN 87-412-3360-3.
- Duurzame liefde. Hoe groeien in een partnerrelatie. Ins Niederländische übersetzt von Jean-Marie Govaerts und Koen Goris. Lannoo, Tielt 1996, ISBN 90-209-2827-9.